# Världsmästerskapen i badminton 1997
Världsmästerskapen i badminton 1997 anordnades den 24 maj-1 juni i Glasgow, Skottland.

## Medaljsummering
| Pl. | Nation     | Guld | Silver | Brons | Totalt |
| --- | ---------- | ---- | ------ | ----- | ------ |
| 1   | Kina       | 3    | 3      | 3     | 9      |
| 2   | Danmark    | 1    | 1      | 2     | 4      |
| 3   | Indonesien | 1    | 0      | 4     | 5      |
| 4   | Malaysia   | 0    | 1      | 0     | 1      |
| 5   | Sydkorea   | 0    | 0      | 1     | 1      |

## Resultat
| Event       | Guld                             | Silver                           | Brons                             |
| Herrsingel  | Peter Rasmussen                  | Sun Jun                          | Heryanto Arbi                     |
| Herrsingel  | Peter Rasmussen                  | Sun Jun                          | Poul-Erik Høyer Larsen            |
| Damsingel   | Ye Zhaoying                      | Gong Zhichao                     | Han Jingna                        |
| Damsingel   | Ye Zhaoying                      | Gong Zhichao                     | Wang Chen                         |
| Herrdubbel  | Candra Wijaya och Sigit Budiarto | Yap Kim Hock och Cheah Soon Kit  | Lee Dong-soo och Yoo Yong-sung    |
| Herrdubbel  | Candra Wijaya och Sigit Budiarto | Yap Kim Hock och Cheah Soon Kit  | Ricky Subagja och Rexy Mainaky    |
| Damdubbel   | Ge Fei och Gu Jun                | Qin Yiyuan och Tang Yongshu      | Eliza Nathanael och Resiana Zelin |
| Damdubbel   | Ge Fei och Gu Jun                | Qin Yiyuan och Tang Yongshu      | Qiang Hong och Liu Lu             |
| Mixeddubbel | Liu Yong och Ge Fei              | Jens Eriksen och Marlene Thomsen | Trikus Heryanto och Minarti Timur |
| Mixeddubbel | Liu Yong och Ge Fei              | Jens Eriksen och Marlene Thomsen | Michael Søgaard och Rikke Olsen   |